# Киоск К67
Киоск К67, познат и као црвени киоск је типски киоск који је 1966. године дизајнирао словеначки архитекта и дизајнер Саша Мехтиг (Saša Mächtig) и са којим је 1967. учествовао и победио на конкурсу „Београдски киоск”. Исте године дизајн је патентиран, по чему је и добио име К67. Производио се у фабрици Имград у словеначком граду Љутомеру од 1968. до 1999. када је фабрика банкротирала. За то време произведено је око 7.500 ових киоска.
Киоск К67 производио се у различитим комбинацијама боја, са црвеном као најчешћом, те отуда и популарни назив „црвени киоск“. Постао је култни београдски киоск, а могао се видети широм бивше Југославије, да би њеним распадом полако почео да нестаје са улица. Данас је признат је као један је од симбола индустријског дизајна у Социјалистичкој Федеративној Републици Југославији. Седамдесетих година увршћен је у колекцију дизајна 20. века Музеја модерне уметности у Њујорку (МоМА).

## Дизајн
Дизајн је заснован на модулима, ојачаним полифибром, који се могу користити као појединачне јединице или комбиновати у велике агломерације. Модуларни дизајн јединица омогућава уклапање на скоро сваку локацију. Као такав може да служи за много различитих намена и током своје историје коришћен је као киоск за продају новина, цигарета и друге јефтине робе, наплату паркинга, продају лутријских тикета, затим као фотокопирница, пијачни штанд, улични ојекат за продају хране и пића „за понети” и многе друге намене.
Киоск К67 облика је коцке заобљених углова, величине око три пута три метра. Материјали од којих се израђује су фиберглас, челик и стакло. Прављен је у различитим комбинацијама боја, а најчешћа је била црвена — чувени „црвени киоск”. Био је видљив и лако доступан, а Модуларни дизајн јединица омогућава да се киоск К67 уклопи на скоро сваку локацију.
Дизајн киоска К67 не престаје ни данас да инспирише уметнике. Тако је у Београду, у културном центру „Кула”, марта 2024. организована изложба под називом „Киоск Систем К67 – од коцкице до оловке, како је један киоск инспирисао пуно уметника“, на којој је 17 уметника представило своје данашње виђење киоска К67. Изложба је иначе настала из идеје београдског архитекте Николе Опачића да овај изузетни дизајн из доба СФРЈ поново учини актуелним и који је покренуо иницијативу да чувена компанија Лего направи своју верзију киоска К67. Никола Опачић је своју верзију Лего-киоска такође изложио на овој изложби.

## Историја
Киоск К67 дизајнирао је 1966. године словеначки дизајнер Саша Мехтиг. Патентиран је 1967, а 1968. припремљен за серијску производњу и први пут приказан на изложби прототипова у словеначком граду Љутомеру, где се и производио у фабрици Имград. Захваљујући свом модуларни концепту био је прихватљив за многе употребе и брзо се појавио на улицама многих градова, посебно у некадашњој Југославији и земљама бившег источног блока. До банкрота фабрике 1999. произведено је 7.500 ових киоска. Осим у земљама Источне Европе, могао се видети и на улицама градова у Западној Немачкој, Швајцарској, Шведској, Сједињеним Америчким Државама, Јапану, Јордану, Ираку, Аустралији, Новом Зеланду, Кенији...
У Пољској је овај мали киоск постао популаран тек након пада комунизма. Када се раних 90-их у овој земљи дошло до наглог раста броја уличних продаваца, власти су им  дозволиле да наставе своје „анархично-капиталистичке активности”, али само у оригиналном киоску К67.
Данас, након пада Гвоздене завесе, киоск К67 остао је видљив сведок тог времена и наставља да доказује своју прилагодљивост и корисност у источноевропском градском пејзажу. На почетку новог миленијума дизајн овог киоска поново је заинтересовао дизајнере. Немачки дизајнер Хелге Кунел (Helge Kühnel) покренуо је свој пројекат „K67 The Kiosk Shots”, којим је прикупио и мапирао дистрибуцију и варијације киоска К67. Данас се на тржишту овај киоск може наћи под називом k67.berlin.

### Београдски „црвени киоск”
Године 1967. године објављен је конкурсу за „Београдски киоск“ - мали објекат који би радио као продајно место. На конкурсу је победио млади словеначки дизајнер Саша Махтиг са својим пројектом К67. Киоск по његовом пројекту патентиран је исте године (отуда и оно „67“ у називу) и ускоро је постао један од симбола тадашње Југославије. Пољопривредни комбинат Београд, чувени ПКБ, ове киоске је користио за продају свог бренда „хране за понети“ — тада изузетно популарних виршли у земички.
Током седамдесетих и осамдесетих година ово су постала култна места у Београду. ПКБ киосци били су јарко црвене боје, а на њима је белим словима било исписано само „Виршле у земички“. Осим виршли, у „црвеним киосцима“ било је могуће купити и љуткасте кобасице и јогурт. Црвени ПКБ киоск постао је тако први београдски „ланац брзе хране“.
Музеј града Београда поседује један овакав киоск и он се повремено, као туристичка атракција, може видети на београдским улицама.

## Галерија
- Киоск са стране
- Киоск са две ћелије у Познању, Пољска
- Киоск такси службе К67 испред железничке станице Цеље, Словенија
- Двоћелијски киоск брзе хране К67 у Калишу, Пољска
- оронули киоск К67 у Москви, Русија